# 三好市医師会准看護学院
三好市医師会准看護学院（みよししいしかいじゅんかんごがくいん）は、三好市医師会が運営する徳島県三好市池田町にある。専修学校法に定める専修学校（専門学校や高等専修学校・専修学校）には区分されない准看護師養成施設である。中学校卒業程度を入学資格要件とするが、現実には高等学校や大学の卒業生が入学している。

## 学科
- 准看護学科

## 沿革
- 1961年 三好郡医師会准看護学院として発足。
- 1971年 徳島県立池田高等学校定時制と技能連携教育を行う。
- 1999年 技能連携教育を廃止。
- 2006年 市町村合併により三好市医師会准看護学院となる。

## 所在地等
- 〒778-005 徳島県三好市池田町シマ815-2